# Barbus caninus
Barbus caninus és una espècie de peix cipriniforme de la família dels ciprínids.

## Morfologia
Els mascles poden assolir els 25 cm de longitud total.

## Distribució geogràfica
Es troba a Suïssa i Itàlia. Introduït al riu Arno.